# Primož Grašič
Primož Grašič, slovenski kitarist, * 30. junij 1968, Kranj, SR Slovenija, SFR Jugoslavija.
Primož Grašič je slovenski jazz kitarist. Sodeloval je pri številnih zasedbah: Big Band RTV Slovenija, B. P. All Stars Band, Greentown Jazz Band, Primož Grašič Trio, Mike Sponza Kakanic Blues Band, Grašič-Ugrin Quintet, Boško Petrović Trio, Revijski orkester RTV Slovenija, … Od leta 1998 je polnopravni član Big Banda RTV Slovenija. Kot studijski glasbenik je sodeloval na več kot 200 albumih. Leta 1997 je prejel Zlatega petelina za jazz izvajalca in Zlatega petelina za jazz album. V svoji karieri je sodeloval s številnimi znanimi jazzovskimi glasbeniki. Leta 2004 je ustanovil Jazz Kamp Kranj, ki poteka še danes.

## Biografija
Grašič se je rodil 30. junija 1968 v Kranju. Srednjo šolo je obiskoval v domačem Kranju, nato pa je šolanje nadaljeval na celovškem konservatoriju, kjer je študiral kitaro pri profesorju Guidu Jeszenskemu. Med študijem je postal član kranjskega Dixieland banda. Po končanem študiju se je leta 1989 pridružil zasedbi Greentown Jazz Band, katerega član je ostal do leta 1998.
Kot predstavnik Slovenije je oktobra 1994 nastopil kot član EBU Big Banda v Amsterdamu pod vodstvom Jerryja van Roojena in Henka Meutgeerta. V svoji karieri je sodeloval s številnimi znanimi glasbeniki kot so N.H.O. Pedersen, Martin Drew, Alvin Queen, Gianni Basso, Toots Thielemans, Jimmy Woode, Clark Terry, Duško Gojković, Steve Gut, Boško Petrović, Csaba Deseo, Jesse Davis, Bobby Durham, Massimo Farao, Curtis Fuller, Dado Moroni, Manfred Josel, Evald Oberleitner, Red Halloway, Steve Swallow, Dennis McCrell, Ed Thigpen, Ray Brown, Helen Merrill, Gary Burton, Bruce Adams, Peter Mihelich, Mark Elf, Lasse Lindgren, Petar Ugrin, Mornington Locket, David Gazarov, Richard Buckley, Lew Solloff, Alan Skidmore, Nigel Hitchcock, George Makinto, Fritz Pauer, Georgie Fame, Lenny White, Buster Williams, Ratko Divjak, George Colligen...
Leta 1995 je bil nominiran za Zlatega petelina za najboljšo priredbo tuje skladbe. Sodeloval je tudi z orkestrom Jožeta Privška, s katerim je nastopal v Portorožu in Cankarjevem domu v Ljubljani. Kot studijski glasbenik je sodeloval na več kot 200 albumih. Julija 1993 se je udeležil jazz festivala v Perugii v Italiji. Kot član raznih zasedb kot so Greentown Jazz Band in B. P. Club All Stars je gostoval po ZDA, Kanadi, Nemčiji, Švici, Angliji, Irski, Franciji, Italiji, Nizozemski, …
Aprila 1998 je postal polnopravni član Big Banda RTV Slovenija in Revijskega orkestra RTV Slovenija.
Od leta 2000 je Grašič predstavnik Yamahe. Uporablja kitare Yamaha SA2200, Cpx 15, Cpx1200, RGX 420 in SG1800.
Leta 2004 je s svojim bratom in številnimi evropskimi glasbeniki organiziral Jazz Kamp Kranj.

### Sodelovanja in koncerti
Kot gost se je junija 1995 udeležil »Jazz Cruisa« na ladji AZUR pod vodstvom trobentača Clarka Terryja, kjer je igral z glasbeniki kot so Ray Brown, Ed Thigpen in Curtis Fuller.
Leta 1995 je v Zagrebu skupaj z N. Pedersonom in M. Drewom pod imenom »Primož Grašič Trio« posnel album, ki je bil nominiran za najboljši jazz album leta 1995 na Hrvaškem.
Julija 1996 je v triu z basistom Stevom Swallowom in bobnarjem Dennisom McCrellom nastopil na koncertu »European Jazz Night«. Kot predstavnik Slovenije je junija 1997 nastopil z EBU Big Bandom pod vodstvom Jožeta Privška. Nastopil je tudi na jazz festivalu skupaj s Stevom Swallowom in Ratkom Divjakom. Istega leta je prejel dva Zlata petelina za jazz izvajalca in za jazz album Noč ima tisoč oči.
Oktobra 1997 je v sodelovanju z znanima kitaristoma Ulfom Wakeniusom in Phillipom Chaterinom posnel zgoščenko pri založniški hiši Jazzette. Kot ritem sekcija sta pri albumu sodelovala Pedersen in Drew.
Aprila 1998 je kot član »Grašič-Ugrin Quinteta« z gostom Davidom Gazarovom nastopil v Italiji, istega meseca pa je kot gost nastopil na festivalu »Zagreb Festival«. Julija je z isto zasedbo nastopil na jazz festivalu v Ljubljani. Oktobra 1998 je kot član »B. P. All Stars Banda« nastopil na jazz festivalu v Corku, novembra pa je z istim sestavom nastopil v Sarajevu.
V začetku oktobra 1999 je kot gost Big Banda Damirja Dičiča nastopil v Zagrebu, konec oktobra pa je z B. P. All Stars Bandom nastopil v Corku.
Marca 2000 je sodeloval z znanima angleškima saksofonistoma Alanom Skidmorom in Nigelom Hitchcockom.
Junija 2000 je v sodelovanju z Big Bandom RTV Slovenija posnel drugi samostojni album Moja želja. Decembra istega leta je sodeloval z znanim hollywoodskim filmskim skladateljem Lalom Shifrinom.
Aprila 2001 je sodeloval z Nielsom Pedersonom in Johnnyjem Griffinom v kvintetu. Julija 2001 je igral na jazz festivalu v Kobenhavnu, septembra pa je z zasedbo »Manfred Josel Quintet« igral v Teheranu.
Oktobra 2003 je v Cankarjevem domu pod vodstvom dirigenta Davida Devillieresa izvedel Gershwinovo Rapsodijo v modrem v priredbi za kitaro in simfonični orkester, ki jo je leta 2005 tudi posnel.
Maja 2009 je igral z Lennyjem Whitom, Busterjem Williamsom in Georgom Colliganom v Lincoln Centru v New Yorku.

## Diskografija
- Introducing (1995)
- Noč ima tisoč oči (1996)
- Moja želja (2000)